# Tierras raras

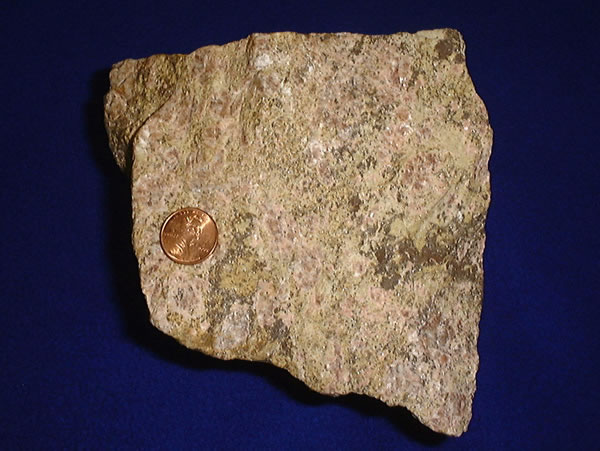
Mineral de tierras raras.

Tierras raras es el nombre común de 17 elementos químicos: escandio, itrio y los 15 elementos del grupo de los lantánidos (lantano, cerio, praseodimio, neodimio, prometio, samario, europio, gadolinio, terbio, disprosio, holmio, erbio, tulio, iterbio y lutecio).
Aunque el nombre de «tierras raras» podría llevar a la conclusión de que se trata de elementos escasos en la corteza terrestre, algunos elementos como el cerio, el itrio y el neodimio son más abundantes. Se las califica de "raras" debido a que es muy poco común encontrarlos en una forma pura, aunque hay depósitos de algunos de ellos en todo el mundo. El término «tierra» no es más que una forma arcaica de referirse a algo que se puede disolver en ácido, o dicho de otro modo, es una denominación antigua de los óxidos.

## Historia
En 1787 inició el descubrimiento de estas tierras raras empezando con el teniente de artillería Carl Axel Arrhenius (1757-1824), quien encontró un extraño mineral negro en la villa de Ytterby ubicada a unos 30 km de Estocolmo. La coloración del extraño mineral y la alta densidad de la muestra hizo sospechar al teniente quien no descartó la posibilidad de haber descubierto un nuevo mineral y sin conocer su composición se la llevó y la llamó “piedra pesada de Ytterby”. En 1792 se envió una muestra del mineral a Johan Gadolin (1760-1852), un químico finlandés, discípulo de Torbern O. Bergman y con fama de ser un excelente analista. Encontró en la piedra óxidos de silicio, aluminio y hierro, además encontró una porción importante de un óxido refractario de un elemento todavía desconocido. En realidad, la fórmula idealizada de este mineral que posteriormente se llamó Gadolinita es Be2FeY2Si2O10 y como se sabe actualmente el berilio comparte propiedades con el aluminio y por esa razón, Gadolin pensó que el mineral contenía aluminio. 
Dos años después, Gadolin publicó sus resultados en los Proceedings de la Academia de Ciencias de Suecia. Estos resultados fueron confirmados tiempo después por dos grandes químicos, L.N. Vauquelin (1763-1829) y M.H. Klaproth (1743-1817), quienes sugirieron el nombre definitivo del mineral, Gadolinita y del mismo modo sugirieron el nombre del óxido del nuevo elemento que se utilizó bajo el nombre de yttria, por su origen geográfico, que finalmente derivo en el nombre actual del elemento, itrio (Y).
En 1751 el barón Axel Fredrick Cronstedt (1722-1765), distinguido mineralogista y químico sueco, halló en un depósito minero un novedoso mineral al que llamó “piedra pesada de Bastnäs”. Este mineral fue estudiado en 1803, por el joven Jöns Jacob Berzelius (1779-1848) junto con Wilhelm Hisinger (1766-1852), descubrieron en el mineral la presencia de un óxido desconocido. Denominaron ceria al óxido y cerio (Ce) al nuevo elemento, derivados del nombre del reciente planetoide descubierto Ceres (1801).
Estos dos óxidos itria y ceria eran muy similares, pues de ellos no podían extraerse los metales correspondientes a través de las técnicas de la época. En 1830 se dio el aislamiento del cerio (Ce) a manos de Carl Mosander, pupilo de Berzelius. Para poder separar este elemento utilizó vapores de potasio y además de separar el cerio (Ce), descubrió otro óxido en pequeñas cantidades al cual denomino lantana cuyo elemento que formaba el óxido se llamó lantano (La). Otro óxido que logró separar de la ceria fue la didimia y se pensaba que contenía el elemento didmio pero 44 años más tarde se demostró que contenía dos óxidos.
En 1844, Mosander trabajó con el mineral itria y se encontró que se trataba de un óxido bastante complejo, descubrió que además del propio óxido de itrio, descubrió que las muestras de itria natural contenían otros óxidos entre los cuales estaba: óxido de ceria, óxido de lantana, óxido de didmio y dos óxidos que se denominaron erbia (de color amarillo) y terbia (de color rosa). En 1860 estos nombres fueron intercambiados, llamándose terbia a erbia y viceversa.
En 1878, Jean de Marignac, químico sueco, obtuvo nitrato de erbio, aparentemente puro de la gadolinita y un nuevo óxido conocido como iterbia. Al siguiente año, Lars Nilson, separó otra tierra rara a partir de la iterbia, a la que llamó escandia (en honor a Escandinavia) que está formada por escandio (Sc). Ese mismo año, el sueco Per Cleve, logró aislar tres fracciones de la erbia, llamando a las dos nuevas holmia (en honor al nombre en latín de Estocolmo) y thulia (en honor al nombre antiguo de Escandinavia). Estos óxidos eran los correspondientes óxidos de holmio (Ho) y óxido de tulio (Tm). Tiempo después, el químico francés, Paul Émile Lecoq de Boisbaudran, aplicando novedosas técnicas de espectroscopía, detectó un nuevo óxido en la didmia, al cual llamó samaria. De este óxido se aisló el samario (Sm) (en honor a su descubridor el coronel ruso Vasili Samarski-Bykhovets) (Montalvo, n.d.).
En 1886, Paul Lecoq aisló de la inicial samaria un nuevo óxido al que llamó gadolinia en honor a Johan Gadolin y el elemento que compone este óxido se llama gadolinio (Gd). Y el mismo año, Lecoq aisló otra tierra de la holmia y la llamo diprosia, que era el óxido de disprosio (Dy). En 1885, el austriaco Karl von Welsbach, logró separar de la didimia otros dos óxidos; praseodimia (didimia verde en griego) y neodimia (nueva didimia en griego); de ellas se identificó el praseodimio (Pr) y neodimio (Nd).
En 1901, Eugène Demarçay aisló al europio de sales de samario (supuestamente puro) y lo nombró así en honor al continente europeo. En 1907, Georges Urbain aisló al lutecio (Lu) (nombrado así por su lugar de nacimiento, París escrito en latín) de la iterbia. El prometio (Pm) se aisló analizando subproductos de la fisión del uranio generados en un reactor nuclear situado en Tennessee (EUA) y su nombre se da en honor al dios de la mitología griega que dio fuego al hombre. Jacob A. Marinsky, Lawrence E. Glendenin y Charles D. Coryell, probaron su existencia en 1944, pero reivindicaron su descubrimiento hasta 1947, después de la Segunda Guerra Mundial.

## Lista
Aquí se proporciona una tabla con los 17 elementos de tierras raras, su número atómico y su símbolo, la etimología de sus nombres y sus usos principales. Algunos de los elementos de las tierras raras derivan su nombre del de los científicos que descubrieron o dilucidaron sus propiedades elementales, algunos del lugar geográfico de su descubrimiento.
| Z  | Símbolo | Nombre      | Etimología | Aplicaciones seleccionadas | Abundancia (ppm) |
| -- | ------- | ----------- | --- | --- | ---------------- |
| 21 | Sc      | Escandio    | del latín Scandia (Escandinavia). | Aleaciones ligeras de aluminio y escandio para componentes aeroespaciales, aditivo en lámparas de halogenuros metálicos y lámparas de vapor de mercurio, agentes de rastreo radioactivo. | 22               |
| 39 | Y       | Itrio       | Llamado así por la aldea de Ytterby, Suecia; donde se descubrió su mineral. | Usado para producir láseres de granate de itrio y aluminio (YAG), forma la matriz de los fosforesentes de itrio y europio activados, que emiten una luz brillante y roja clara cuando son excitados por electrones, usados en la industria de televisión, se hace añadiendo europio al vanadato de itrio (YVO4), superconductores de alta temperatura de YBCO, circonia estabilizada con itria (YSZ), filtros de microondas granate de hierro e itrio (YIG), Bombillas de bajo consumo (parte del revestimiento de fósforo blanco trifósforo en tubos fluorescentes, CFL y CCFL, y revestimiento de fósforo amarillo en LED blancos), bujías, camisas incandescentes, aditivos para el acero, tratamientos contra el cáncer. | 33               |
| 57 | La      | Lantano     | del griego lanthaneîn (λανθανεῖν) que significa "escondido" ya que el metal se encontraba "escondido" en un mineral de cerio.                                                        | Vidrio de alto índice de refracción y resistente a álcalis, pedernal, almacenamiento de hidrógeno, electrodos de batería, lentes de cámara, catalizador de craqueo catalítico de fluidos para refinerías de petróleo. | 39               |
| 58 | Ce      | Cerio       | En honor al planeta enano Ceres (a su vez llamado así en honor a la diosa romana de la agricultura).                                                                                 | Agente oxidante químico, polvo para pulir, colores amarillos en vidrio y cerámica, catalizador para hornos autolimpiables, fluido catalizador de craqueo catalítico para refinerías de petróleo, pedernales de ferrocerio para encendedores. | 66.5             |
| 59 | Pr      | Praseodimio | Del griego prasios didymos, gemelo verde (πρασιος prasios= "verde") (διδυμος didymos= "gemelo"). El praseodimio y el neodimio se descubrieron juntos y por eso se les llamó gemelos. | Imanes de tierras raras, láseres, material de núcleo para lámparas de arco de carbono, colorante en vidrios y esmaltes, aditivo en vidrio de didimio utilizado en gafas de soldadura, pedernales de ferrocerio (Metal de Misch) para encendedores. | 9.2              |
| 60 | Nd      | Neodimio    | Del griego neos didymos, que significan nuevo gemelo (neos, nuevo) (didymos, gemelo).                                                                                                | Imanes de tierras raras, láseres, colores violeta en vidrio y cerámica, vidrio de didimio, condensadores de cerámica, motores de automóviles eléctricos. | 41.5             |
| 61 | Pm      | Prometio    | En honor al titán Prometeo. | Baterías nucleares, pintura luminosa. | 1x10-5           |
| 62 | Sm      | Samario     | En honor al ingeniero de minas ruso Vassili Samarsky-Bykhovets | Imanes de tierras raras, láseres, captura neutrónica, máseres, barras de control de reactores nucleares. | 7.05             |
| 63 | Eu      | Europio     | En honor al continente Europa | Fosforescentes rojos y azules, láseres, lámparas de vapor de mercurio, lámparas fluorescentes, agentes de relajación RMN. | 2                |
| 64 | Gd      | Gadolinio   | En honor a Johan Gadolin (1760–1852), para honrar su investigación de las tierras raras.                                                                                             | Vidrios o granates de alto índice de refracción, láseres, tubos de rayos X, memorias de computadora, captura neutrónica, agente de contraste para resonancia magnética, agente de relajación para resonancia magnética, aleaciones magnetoestrictivas como el galfenol, aditivo para acero. | 6.2              |
| 65 | Tb      | Terbio      | Por la aldea de Ytterby, Suecia. | Aditivo en imanes a base de neodimio, fosforesentes verdes, láseres, lámparas fluorescentes (como parte del recubrimiento de fósforo de tribanda blanca), aleaciones magnetoestrictivas como el terfenol-D, sistemas de sonar navales, estabilizador de pilas de combustible. | 1.2              |
| 66 | Dy      | Disprosio   | Del griego "disprositos", lo que significa difícil de conseguir . | Aditivo en imanes a base de neodimio, láseres, aleaciones magnetoestrictivas como el terfenol-D, unidades de disco duro. | 5.2              |
| 67 | Ho      | Holmio      | Por Estocolmo (en latín, "Holmia"), ciudad nativa de uno de sus descubridores. | Láseres, estándares de calibración de longitud de onda para espectrofotómetros ópticos, imanes. | 1.3              |
| 68 | Er      | Erbio       | Llamada así por la aldea de Ytterby, Suecia. | Láseres infrarrojos, acero de vanadio, tecnología de fibra óptica. | 3.5              |
| 69 | Tm      | Tulio       | En honor a la tierra mitológica Thule | Máquinas portátiles de rayos X, lámparas de halogenuros metálicos, láseres. | 0.52             |
| 70 | Yb      | Iterbio     | Llamada así por la aldea de Ytterby, Suecia. | Láseres infrarrojos, agentes reductores químicos, bengalas, acero inoxidable, galga extensiométrica, medicina nuclear, monitoreo de terremotos. | 3.2              |
| 71 | Lu      | Lutecio     | En honor a Lutecia, la ciudad que más tarde se convirtió en París. | Tomografía por emisión de positrones: detectores de escaneo PET, vidrio de alto índice de refracción, tantalato de lutecio para fosforescentes, catalizador utilizado en refinerías, bombilla LED. | 0.8              |

## Química de las tierras raras

### Tendencias generales
Los lantanoides o tierras raras, son metales electropositivos que se encuentran comúnmente en estado de oxidación 3+. Además, ocurre una reducción del radio iónico de los elementos que se produce de izquierda a derecha, a la que se le denomina contracción lantánida, causada por la carga nuclear efectiva que sienten los electrones de la capa f, que al perder los electrones de las capas s y d, se sienten más atraídos al núcleo produciendo un menor radio iónico.

### Compuestos iónicos binarios
Los compuestos de las tierras raras dependen del tamaño del ion, en el que generalmente su volumen es de alrededor de cuatro a cinco veces más que los metales del bloque d, incidiendo en su número de coordinación siendo más elevado y formando compuestos con características diferentes.
Los óxidos binarios forman estructuras medianamente complejas, son polimórficas y se conocen varias estructuras denominadas del tipo A-. B-, y C-Ln2O3.
La combinación con halógenos forman los trihalogenuros de lantanoide (III) en todos los elementos que lo conforman a excepción del cerio que puede formar un tetrehalogenuro con el catión Ce+4.
Todas las tierras raras forman hidruros que adoptan la estructura de la fluorita que forma un empaquetamiento cúbico compacto con estequiometría de la forma LnH2 aunque pueden formar trihidrogenuros o hidrogenuros no estequiométricos. De la misma manera forman nitruros binarios que poseen la estructura de la sal gema.

### Propiedades físicas y químicas
Varios de los aspectos del comportamiento magnético y espectral de los lantánidos difieren fundamentalmente de los del bloque d correspondiente a los elementos de transición. La razón básica de estas diferencias reside en que los electrones que son responsables de las propiedades de los iones lantánidos son electrones 4f, y que los orbitales 4f están protegidos muy efectivamente de la influencia de fuerzas externas en las capas externas 5s2 y 5p6. Es por ello por lo que los estados que se originan desde las diversas configuraciones 4fn sólo son ligeramente afectados por el medio que rodea a los iones y permanecen prácticamente invariables para determinado ion en todos sus compuestos.
Las constantes de acoplamiento de spin -órbita son bastante grandes. Esto tiene por consecuencia que, salvo unas cuantas excepciones, los iones lantánidos posean estados fundamentales con un solo y bien definido valor del momento angular total J, con el siguiente estado inferior de J, y con energías muchas veces mayores que el valor de KT, y por consiguiente el estado superior está virtualmente no poblado.
Los colores y estados electrónicos fundamentales de los iones M3+ se dan en la tabla que se encuentra a continuación; la consecuencia de los colores en la serie del lantano al Gadolinio se repite accidentalmente en la serie del Lutecio al Gadolinio. Como ha quedado implícito en las explicaciones anteriores, los colores se deben a transiciones f-f, las cuales están virtualmente independientes del entorno exterior de iones.
| Ion | Estado fundamental | Color           |
| --- | ------------------ | --------------- |
| La  | 1S0                | Incoloro        |
| Ce  | 2F5/2              | Incoloro        |
| Pr  | 3H4                | Verde           |
| Nd  | 4I9/2              | Lila            |
| Pm  | 5I4                | Rosa; Amarillo  |
| Sm  | 6H5/2              | Amarillo        |
| Eu  | 7F0                | Rosa pálido     |
| Gd  | 3S7/2              | Incoloro        |
| Tb  | 7F6                | Blanco plateado |
| Dy  | 6H15/2             | Blanco plata    |
| Ho  | 5I8                | Plateado        |
| Er  | 4I15/2             | Plateado        |
| Tm  | 3H6                | Gris plateado   |
| Yb  | 2F7/2              | Plateado        |
| Lu  | 1S0                | Blanco plateado |

Una importante característica del comportamiento espectroscopio, es la fluorescencia o luminiscencia de ciertos iones lantánidos, en especial los de europio, cuando se usan como activadores en las redes cristalinas de los óxidos lantánidos, silicatos u óxidos de los metales de transición.
El isótopo 151Eu proporciona espectros de Mössbauer. Debido a éstas y otras características tales como largo tiempo de relajación del Gadolinio y del Europio en la resonancia del spin electrón, y a las propiedades fluorescentes de los iones lantánidos, se pueden usar como sondas por sistemas biológicas.

## Aplicaciones
El cerio también es componente de la aleación que genera las chispas en los encendedores mecánicos y en los catalizadores del proceso de Haber-Bosch de la síntesis del amoníaco.
Actualmente se investigan aplicaciones en síntesis orgánica de compuestos organometálicos de estos elementos.
En resonancia magnética nuclear se utilizan compuestos, por ejemplo del lantano, como aditivos para separar señales de compuestos que de otro modo se detectarían juntos.
Combinados con halogenuros metálicos se usan en la fabricación de lámparas de descarga HMI (Hydrargyrum medium-arc iodide).

## Radiodiagnóstico
Además en radiodiagnóstico se utilizan como material fosforescente en las pantallas intensificadoras de imagen (en los chasis que todavía se usan con película, emulsión y revelado fotográfico).
La expresión tierras raras se aplica a los elementos del grupo IIIB de la tabla periódica de los elementos, con números atómicos (S) 21, 39, y 57-71. Estos elementos son metales de transición escasos en la naturaleza. Los elementos de tierras raras utilizados en pantallas radiológicas son gadolinio (S = 64), lantano (S = 57) e itrio (S = 39), los cuales funcionan como material fosforescente. En las fórmulas siguientes de los compuestos respectivos de esta propiedad, después de los dos puntos se especifica un elemento activador.
- Oxisulfuro de gadolinio (Gd2O2S: Tb), activado por terbio (Z = 65). Se emite una coloración verde cuya longitud de onda es de 540 nm.
- Oxisulfuro de lantano (La2O2S: Tb), activado por terbio (Z = 65). Se emite una coloración verde cuya longitud de onda es de 540 nm.
- Oxisulfuro de itrio (Y2O2S: Tb), activado por terbio (S = 65). Se emite una coloración azul de longitudes de onda entre 450 y 500 nm.
- Oxibromuro de lantano (LaOBr: Tm), activado por tulio (S = 69). Se emite una coloración azul de longitudes de onda entre 450 y 500 nm.
- Tantalato de itrio (YTaO4: Tm), activado por tulio (S = 69). Se emite una coloración azul-ultravioleta de longitudes de onda entre 450 y 500 nm.

Las pantallas de tierras raras ofrecen una ventaja única con respecto a las de wolframato de calcio: su eficacia de conversión es mayor.
El propósito de fabricar las pantallas de tierras raras es ofrecer varios niveles de velocidad, si bien todas ellas son, como mínimo, dos veces más rápidas que su alternativa de wolframato de calcio. Esta mejora de la eficacia de conversión se consigue sin pérdida de resolución acompañante. Sin embargo, cuando se usan las pantallas de tierras raras más rápidas— los llamados «ruidos» cuánticos y radiográficos— pueden llegar a ser apreciables. Como son más rápidos con las pantallas de tierras raras es posible que se apliquen factores técnicos reducidos, lo cual repercute en menor dosis al paciente.

## Tierras raras y energías limpias
En el mercado de consumo no existe una clasificación uniforme para las aplicaciones de tierras raras y se suelen agrupar siguiendo nueve sectores: baterías, aditivo para vidrios, catalizadores (refinado del petróleo, vehículos), cerámica, imanes, metalurgia (aleaciones), pigmentos y luminiscentes (láser, iluminación, pantallas LCD), pulido y otros. La mitad de la producción se consume para imanes y catálisis. En términos de valor económico, los imanes y luminiscentes generan las mayores ganancias. El consumo de elementos de las tierras raras está dominado por el neodimio (49 %) y praseodimio (20 %), que forman parte principal de los imanes, seguido por el lantano (6 %), cerio (4 %) y terbio (4 %); los demás están por debajo del 2 %.
El coste de los diferentes óxidos de estos elementos va ligado a su escasez en los minerales y en la dificultad de separación, por ejemplo, el terbio y el lutecio poseen un precio elevado y una reducida producción.

### Aplicaciones relacionadas con la energía
Se pueden agrupar según su conexión con ella siguiendo tres escalones: el primero corresponde directamente a la producción de energía; el segundo, a obtener una mayor eficiencia en el consumo de energía; y la tercera atendiendo a los medios que facilitan el manejo de la misma. Los tres se entremezclan en las emergentes tecnologías limpias, como turbinas eólicas, vehículos eléctricos, baterías recargables e iluminación de bajo consumo. Los elementos de las tierras raras clave para las tecnologías limpias son lantano, cerio, neodimio, europio, terbio disprosio e itrio y la mayoría de las aplicaciones requieren solo uno o dos de ellos.
En la siguiente tabla se proporcionan algunos ejemplos de cada agrupación por escalón a las principales aplicaciones de las tierras raras en energías limpias con su respectiva utilidad:
| Clasificación                             | Aplicacíon                                                                                  | Utilidad |
| ----------------------------------------- | ------------------------------------------------------------------------------------------- | --- |
| Producción de energía                     | Generador eólico                                                                            | Produce energía que luego es transmitida a la red eléctrica. Contiene un imán constituido por aleación de neodimio (30%), disprosio, terbio, hierro y boro. |
| Producción de energía                     | Fuente de alimentación en pilas atómicas.                                                   | El prometio forma parte de un pequeño grupo de isótopos radiactivos empleados en baterías betavoltaicas que son capaces de generar voltajes de corriente muy bajos que se usan en vehículos espaciales. En el caso del prometio-147, la pila dura unos cinco años y podría estarse aplicando militarmente en los sistemas guía de misiles para evitar una intromisión en sus sistemas informáticos. |
| Eficiencia en el consumo de energía       | Tubos fluorescentes, bombillas fluorescentes, luces led.                                    | Iluminación y menor gasto de energía por el uso. La iluminación por incandescencia de Auer tiene su versión actual en lámparas fluorescentes de mercurio. Este metal actúa como fuente de energía, y el recubrimiento del vidrio interior con poco menos de un gramo de elementos de las tierras raras, basta para producir una luz semejante a la diurna. Actualmente los ledes están sustituyendo a los fluorescentes, ya que proporcionan ahorro de energía, mantenimiento, control y ofrecen variedad de colores. |
| Eficiencia en el consumo de energía       | Motores eléctricos                                                                          | El motor eléctrico precisa neodimio y disprosio en sus imanes. Las cantidades de tierras raras utilizadas no llegan a medio kilogramo, aunque un coche híbrido puede contener hasta once kilogramos en otros equipamientos. El alto rendimiento y su reducido tamaño le hace apropiado para coches híbridos y eléctricos, patinetes, bicicletas e incluso drones. |
| Eficiencia en el consumo de energía       | Baterías electroquímicas para dispositivos portátiles y almacenamiento de hidrógeno.        | Almacenamiento de la energía. El cátodo de las baterías recargables de níquel e hidruro de metal (Ni-MH) está elaborado con una aleación de elementos de tierras raras que contiene proporciones variables de cerio (45-50 %), lantano (25 %), neodimio (15-20 %) y praseodimio (5 %). Estas reemplazan las de níquel-cadmio, pues aportan el doble de energía, no son contaminantes y se pueden recuperar los metales para fabricar nuevas baterías. |
| Medios que facilitan el manejo de energía | Sistemas de comunicación, equipos informáticos, controles de seguridad, catalizadores, etc. | Son aplicaciones de apoyo a los sistemas que controlan las fuentes y distribución de la energía. Sirven para gestión, control y comunicación. Los depósitos de hidruros de tierras raras forman redes cristalinas con intersticios en los que pueden quedar adsorbidas moléculas de hidrógeno gas; después lo liberan mediante una ligera calefacción y condiciones catalíticas apropiadas, haciendo posible su utilización como combustible. Por otro lado, en el aspecto de control de la energía de origen nuclear participan varios isótopos de las tierras raras: samario, gadolinio, disprosio, holmio y erbio. Hay que incluir al lantano y cerio al ser un apoyo de las tecnologías limpias como convertidores catalíticos en los automóviles. Su acción es disminuir la contaminación producida por los gases de post-combustión emitidos por los tubos de escape de los vehículos. Incluso puede suministrarse el óxido de cerio como catalizador líquido en el combustible. Este aditivo, de reconocida eficacia, acompaña a los gases del escape y reduce la temperatura de combustión del hollín, lo que ayuda a limpiar el turbo y los filtros de partículas. |

## Nombre
Se denominaron inicialmente tierras porque no podían separarse de sus óxidos usando las capacidades tecnológicas del siglo XVIII, solo se podía interpretar que esas "tierras" eran óxidos de metales desconocidos, que se aceptaba su identificación sin llegar a separarlos de sus óxidos. Las tierras raras no solo no son tierras, sino que tampoco son raras. En la corteza terrestre son más abundantes que el mercurio, el oro o la plata.
El prometio es el único elemento de las tierras raras que merece la calificación de raro. En toda la corteza terrestre es tan escaso que no llega a sumar un kilogramo; es radiactivo y se desintegra completamente en unos pocos años. Es necesario para unas pocas aplicaciones; se obtiene artificialmente en reactores nucleares, ya que es uno de los elementos resultantes de la fisión del uranio.